# Julia Lynch

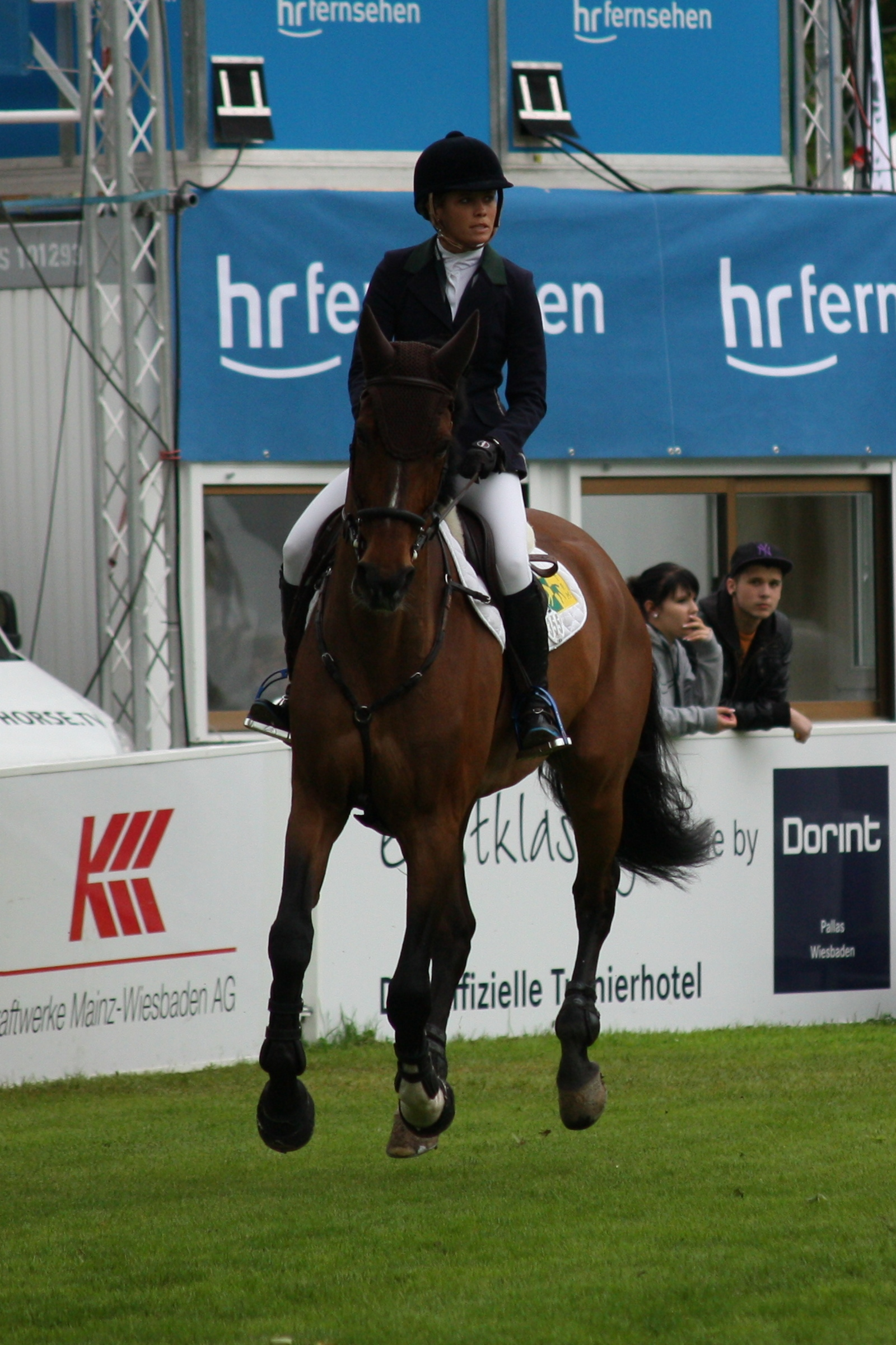
Julia Hargreave mit Vedor beim CSI 5* auf dem Internationalen Pfingstturnier Wiesbaden 2013

Julia Lynch (* 8. April 1986 in Hongkong als Julia Hargreaves) ist eine australische Springreiterin.
Im August 2012 befand sie sich auf Platz 922 der Weltrangliste.

## Werdegang
Siebenjährig begann Hargreaves im Royal Hong Kong Jockey Club zu reiten. Zwei Jahre später zog die Familie ins US-amerikanische Connecticut, wo sie im Ox Ridge Hunt Club ritt. 1997 zog die Familie nach Australien, dort ritt Hargreaves fünf Jahre lang im Team ihrer Schule.
2012 startete sie mit Vedor bei ihren ersten Olympischen Spielen.
Seit Mai 2011 trainiert sie bei Edwina Tops-Alexander in den Niederlanden.

## Privates
Hargreaves war mit dem australischen Vielseitigkeitsreiter Christopher Burton verlobt, mit dem sie in Wilberforce lebte.
Am 13. November 2016 hat sie Irlands Springreiter Denis Lynch geheiratet.
Hargreaves ist 1,78 Meter groß und wiegt 57 Kilogramm.

## Pferde (Auszug)
aktuelle:
- Vedor (* 2002), brauner KWPN-Wallach, Vater: Indoctro, Muttervater: Fedor, Besitzer: J Hargreaves, A&L Hargreaves & K.Harvey

ehemalige Turnierpferde:
- Visage (* 1998), BWP-Hengst, Vater: Limbo, Muttervater: Latano, Besitzer: Lesley Hargreaves

## Erfolge

### Championate und Weltcup
- Olympische Spiele
  - 2012, London: mit Vedor 10. Platz mit der Mannschaft und 35. Platz im Einzel